# Брајда (Потенца)
Брајда (итал. Braida) је насеље у Италији у округу Потенца, региону Базиликата.
Према процени из 2011. у насељу је живело 77 становника. Насеље се налази на надморској висини од 729 м.